# Đại Khural Tuva

Quốc huy Cộng hoà Tuva.

Đại Khural Tuva (Tiếng Tuva: Тыва Республиканың Дээди Хуралы (парламентизи), Tyva Respublikanyng Deedi Khuraly, Tiếng Nga: Верховный Хурал (парламент) Республики Тыва, Verkhovny Khural (parlament) Respubliki Tyva) là cơ quan lập pháp của Cộng hoà Tuva, thay thế Hội đồng Tối cao vào năm 1994. Trụ sở của Đại Khural đặt tại số 32, phố Lênin, thủ đô Kyzyl.
Cơ quan này hoạt động trên cơ sở Hiến pháp Cộng hòa Tuva.

## Cấu trúc

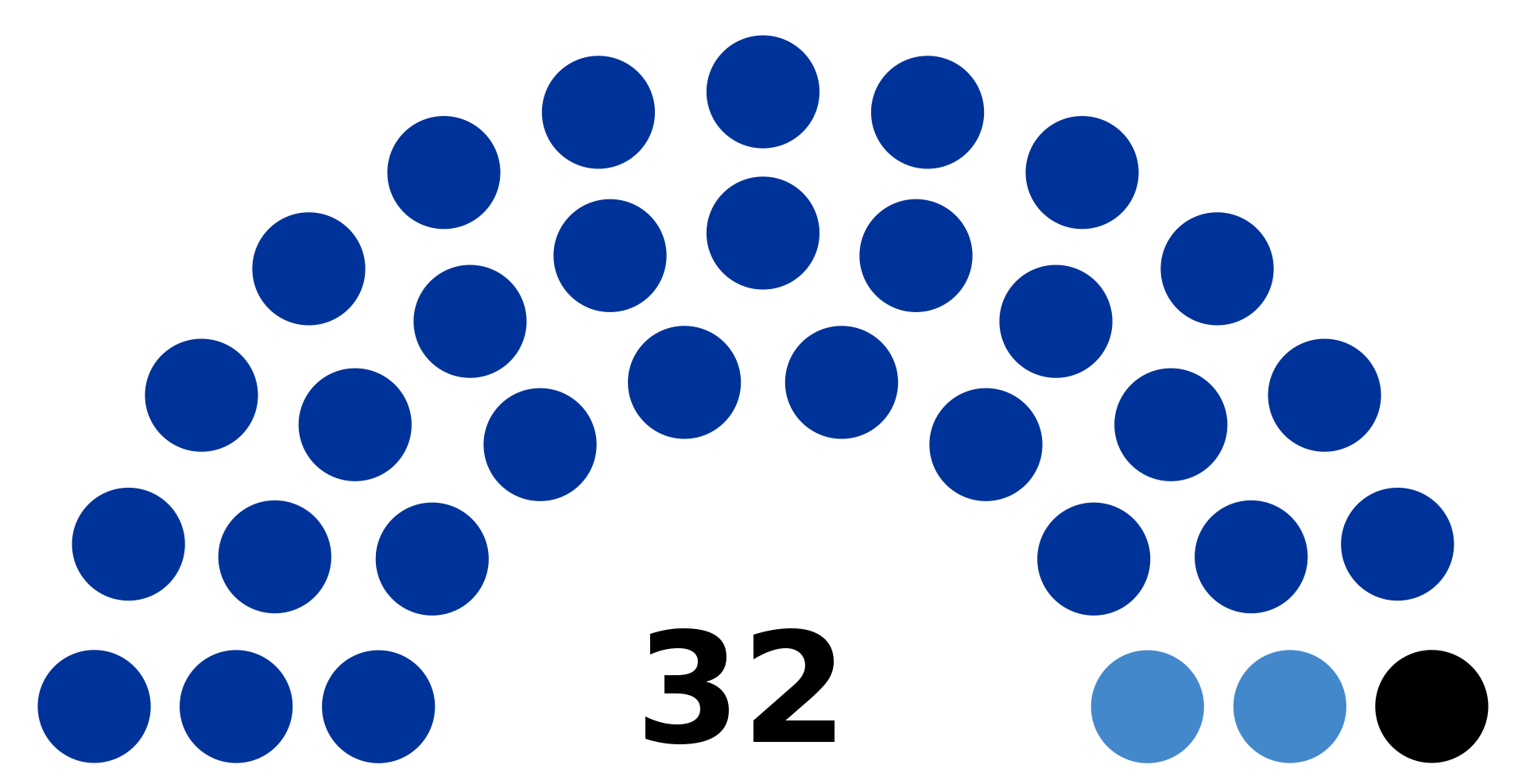
Cấu trúc Đại Khural.
- Xanh đậm: Nước Nga thống nhất
- Xanh nhạt: Chỉ một nước Nga
- Đen: Độc lập

Đại Khural thuộc dạng đơn viện, bao gồm 32 ghế: 29 trong số đó thuộc về đảng Nước Nga thống nhất, 2 ghế thuộc về đảng Chỉ một nước Nga, ghế còn lại dành cho chính khách độc lập.

### Lãnh đạo
- Chủ tịch: Davaa Kan-ool, đảng Nước Nga thống nhất, từ ngày 21 tháng 10 năm 2010
- Phó chủ tịch: Irina Samoylenko, đảng Nước Nga thống nhất, từ tháng 9 năm 2014

## Một số luật có ý nghĩa xã hội (ban hành ngày 10 tháng 10 năm 2010)
- Luật Cộng hòa Tuva về việc sửa đổi Luật Cộng hòa Tuva về bảo đảm bổ sung cho hỗ trợ xã hội của trẻ mồ côi và trẻ em không có sự chăm sóc của cha mẹ;
- Luật Cộng hòa Tuva về sửa đổi Điều 10 của Luật Cộng hòa Tuva về chăm sóc bệnh lao và bảo vệ người dân khỏi bệnh lao phổi;
- Luật Cộng hòa Tuva về sửa đổi Điều 10 của Luật Cộng hòa Tuva, về việc cung cấp dịch vụ chăm sóc tâm thần và hỗ trợ xã hội cho những người mắc chứng rối loạn tâm thần.
- Luật Cộng hòa Tuva theo quy định của nhà nước về bán lẻ đồ uống có cồn và về việc hạn chế tiêu thụ (uống) đồ uống có cồn trong lãnh thổ Cộng hòa Tyva;
- Luật Cộng hòa Tuva về các yêu cầu đối với việc vận chuyển hành khách bằng taxi tại Cộng hòa Tuva;
- Luật Cộng hòa Tuva về bảo vệ hòa bình của công dân và duy trì sự im lặng vào ban đêm trên lãnh thổ Cộng hòa Tuva;
- Luật Cộng hòa Tuva về quy định một số vấn đề của tổ chức và hoạt động của các cơ quan kiểm soát và kế toán của các đô thị của Cộng hòa Tuva;